# Glacera O'Higgins
La glacera O'Higgins és una glacera ubicada al Parc Nacional Bernardo O'Higgins, Xile. És una de les principals glaceres del camp de gel patagó sud. El cim del volcà Lautaro forma la part superior de la zona d'acumulació de la glacera. La major part de la glacera és part de l'altiplà de Camp de Gel. Flueix cap a l'est en direcció al llac O'Higgins i fa a uns 2 km d'ample al seu terminal. La glacera es troba actualment en retroces a causa de l'escalfament global.